# نیشی-شینباشی
نیشی-شینباشی (به لاتین: Nishi-Shinbashi) یک منطقهٔ مسکونی در ژاپن است که در میناتو-کو، توکیو واقع شده‌است. نیشی-شینباشی ۱٬۴۲۵ نفر جمعیت دارد.